# الزعيم (مسلسل)
الزعيم، مسلسل سوري أنتج الجزء الأول منه عام 2011، من إخراج مؤمن الملا، تأليف وفيق الزعيم. المسلسل عبارة عن دراما اجتماعية شامية تدور أحداثها في عشرينيات القرن العشرين، ويتكلم عن تسليم زعامات جميع حارات الشام لزعيم واحد. ويسلط الضوء على الحياة الدمشقية والقيم النبيلة والعادات والتقاليد القديمة.

## البطولة
حسب ظهورهم بالشارة
1. خالد تاجا بدور الزعيم أبو داغر
2. منى واصف بدور أخت الزعيم أبو داغر
3. صبا مبارك بدور جميلة زوجة حسن
4. باسل خياط بدور حسن
5. أمل عرفة بدور زهزهان (أم فتحي)
6. عبد المنعم عمايري بدور ظافر
7. ثناء دبسي بدور أم حسن
8. سليم صبري بدور الزعيم أبو الذهب
9. عبد الهادي صباغ بدور المختار أبو رشدي
10. فاديا خطاب بدور بدرية (أم ضافر)
11. وفيق الزعيم بدور داغر
12. زهير رمضان بدور أبو ساكو
13. قيس شيخ نجيب بدور تيسير (أبو الشام)
14. رامز أسود بدور عزو
15. رامز عطا الله بدور العكيد أبو دعاس
16. تاج حيدر بدور سامية
17. حسن دكاك بدور الزعيم أبو كامل
18. تيسير إدريس بدور أبو دياب
19. محمد خير الجراح بدور شكري
20. هدى شعراوي بدور أم درويش
21. وفاء موصلي بدور رقية زوجة داغر
22. إمارات رزق بدور بتول
23. براء الزعيم بدور سالم إبن أبو الذهب
24. علاء قاسم بدور دياب
25. طارق الصباغ بدور رشيد
26. فاتن شاهين بدور نازلي أخت الزعيم
27. إيمان عبد العزيز بدور أم رشدي
28. رنا جمول بدور أمينة
29. سلافة عويشق بدور درة
30. علي صطوف بدور حمدي
31. وائل أبو غزالة بدور أبو فتحي زوج زهزهان
32. جمال قبش بدور الشيخ محمد
33. أحمد خليفة بدور أبو عبدو
34. عادل علي بدور الشيخ عمر
35. علي القاسم بدور الزعيم أبو مروان
36. صفاء سلطان بدور مريم

## البث الأول للأجزاء
- الجدول التالي يبين القنوات التي عرض فيها المسلسل في شهر رمضان

| الدولة   | القناة                  | التاريخ                         |
| -------- | ----------------------- | ------------------------------- |
| سوريا    | التلفزيون العربي السوري | 1 رمضان بالسنوات الميلادية 2011 |
| السعودية | إم‌ بي‌ سي 1              | 1 رمضان بالسنوات الميلادية 2011 |
| السعودية | إم بي سي بلاس دراما     | 1 رمضان بالسنوات الميلادية 2011 |

كما عرض المسلسل على العديد من القنوات المحلية والفضائية في الوطن العربي.

## قصة المسلسل
يتحدث المسلسل عن تسليم زعيم واحد لزعامة جميع الحارات وذلك بعد خروج الحكم العثماني من سوريا، مع إظهار الطامعين في زعامة الحارات.

## وصلات خارجية
- شركة عاج للإنتاج والتوزيع الفني
- شارة مسلسل الزعيم على يوتيوب